# Tasek Merimbun
Tasek Merimbun ist der größte See in Brunei. Er liegt in Mukim Rambai im Distrikt Tutong, etwa 70 km von der Hauptstadt Bandar Seri Begawan entfernt.

## Geographie
Der S-förmige See liegt 27 km südlich der Distrikthauptstadt Tutong, die nächste größere Siedlung ist Mukim Rambai. Der See liegt im Hinterland von Brunei im tropischen Regenwald. Die Umgebung wurde als Tasek Merimbun Heritage Park (Taman Warisan Tasek Merimbun, 7800 ha) unter Schutz gestellt. Der See selbst besteht aus mehreren großen Flächen, die durch zwei Inseln (Pulau Labi-Labi; Pulau Jurundung) und Vegetation in drei große Bereiche von Ost nach West unterteilt sind. Der See entwässert nach Nordwesten zum Fluss Tutong. 
Die Wasser des Tasek Merimbun sind dunkelbraun; das Schwarzwasser entsteht durch Auswaschung von Tanninen aus Pflanzenresten (Detritus), die laufend eingetragen werden. Es gibt eine reiche tropische Flora und Fauna und für Besucher gibt es die Möglichkeit, Bootstouren zu unternehmen. Eine der Inseln kann über eine Holzbrücke besucht werden.

## ASEAN Heritage Park
1967 schlug der erste Direktor des Brunei Museums Department vor, Tasek Merimbun als wertvollen Naturschatz und Wildlife Sanctuary zu schützen. Ein Survey 1983–84 zu Biodiversität und Sozio-Ökonomie führte zur Entdeckung einer seltenen Weißkragen-Altwelt-Fruchtfledermaus (Megaerops wetmorei). Am 29. November 1984 wurde das Gebiet als Tasek Merimbun Heritage Park als elfter ASEAN Heritage Park ausgewiesen.